# Piazza San Giovanni (Torino)
Piazza San Giovanni è una storica piazza di Torino, situata nel cuore del suo centro storico e ospitante il Duomo, dedicato al santo Giovanni apostolo ed evangelista. La piazza è attraversata dall'importante arteria di via XX Settembre ed è collegata a piazza Castello tramite un passaggio porticato a lato di Palazzo Chiablese e di Palazzo Reale. Dopo le trasformazioni degli ultimi anni, è oggi collegata a piazza Cesare Augusto grazie ai giardini recintati del parco archeologico delle Porte Palatine.

## Storia
La storia della piazza è antica, ed è collegata con i principali monumenti che vi si affacciano: da sempre fu essenziale snodo per il traffico cittadino verso e da Porta Palazzo e la Dora. La presenza delle Porte Palatine favorì con i secoli il traffico delle merci, e qui, nei giorni festivi, si teneva il mercato del pollame e degli erbaggi.
Fondamentale per la storia della piazza fu la presenza del duomo di San Giovanni, che le dà anche il nome. Fondato - si dice - nel 602 da Agilulfo, esso è stato la vera anima della piazza, poiché tutte le festività religiose cittadine vi si dipanano. Con la consuetudine, a partire dal 1898, di ostendere la Santa Sindone all'interno del duomo, la piazza divenne anche scenario delle ostensioni di tutto il XX secolo.
Nel 1706, dopo la vittoria delle truppe sabaude contro gli assedianti francesi, la piazza fu teatro delle celebrazioni per la vittoria. Qui sfilarono il duca Vittorio Amedeo II e suo cugino Eugenio di Savoia e, in duomo, venne celebrato un solenne Te Deum. Il poemetto in lingua piemontese L'Arpa Discordata, scritto qualche decennio dopo gli avvenimenti narrati, così ricorda l'evento:
(G. Tarizzo (?), L'Arpa Discordata)

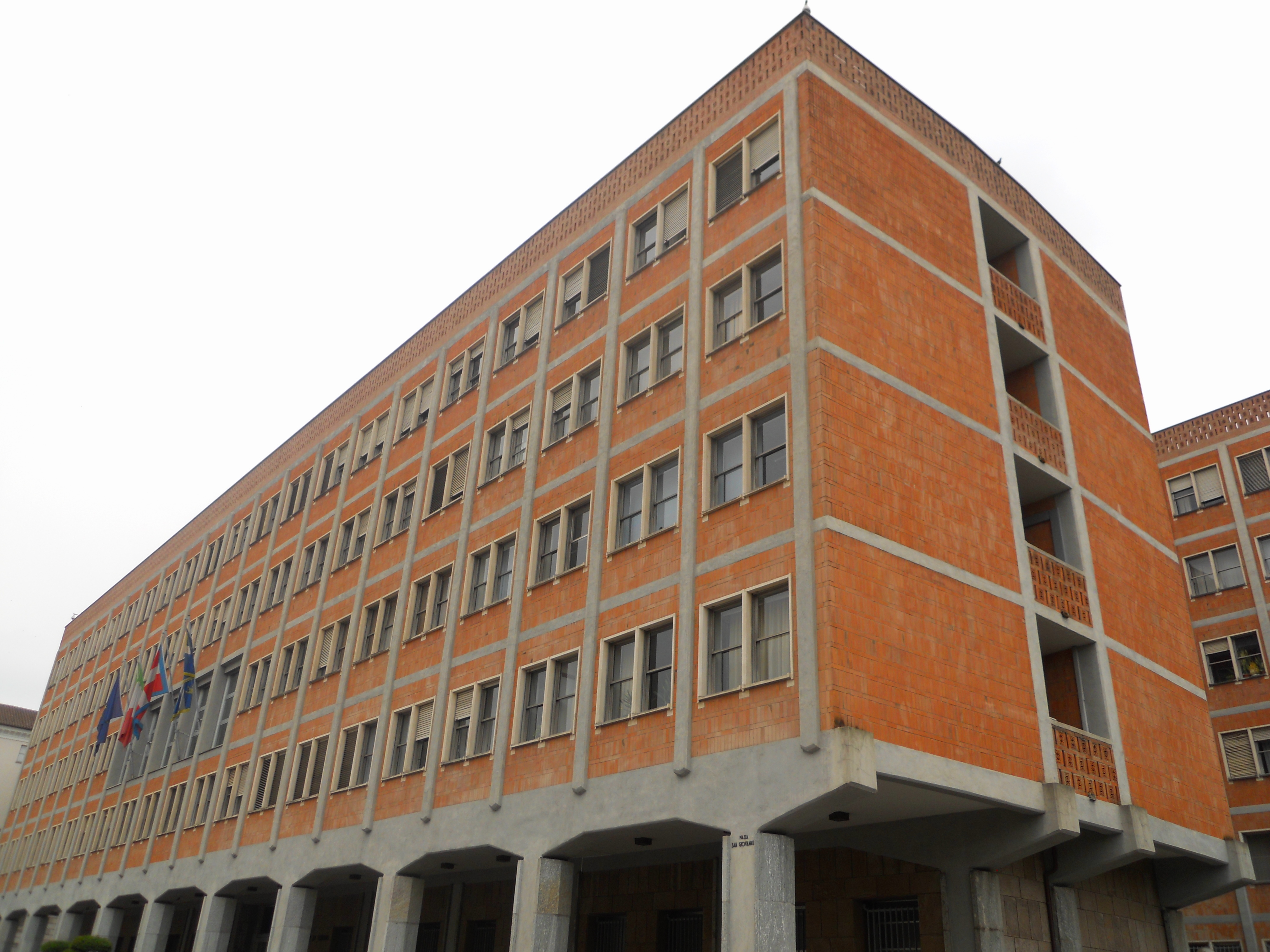
Il discusso Palazzo dell'Assessorato ai Lavori pubblici, detto anche "Palazzaccio"

Nel corso dei secoli, la piazza subì poche trasformazioni: l'architettura, ancora a fine Ottocento, si presentava sostanzialmente simile a quella cinquecentesca, con i raffinati portici che la cingevano nella parte est, voluti da Carlo Emanuele II di Savoia. Durante il periodo fascista fu abbattuto il seicentesco Palazzo Richelmy, posizionato in faccia al duomo. La costruzione di un nuovo palazzo si concretizzò solo nel dopoguerra, con la costruzione del moderno e molto discusso palazzo dei lavori pubblici, architettura di Mario Passanti, inaugurato nel 1965, detto dai torinesi "Palazzaccio". 
Il Palazzaccio fu oggetto nel corso degli anni di diverse proposte di abbattimento, o di altri progetti mirati a nasconderne l'aspetto. Nel 2011, infine, l'edificio fu sottoposto a tutela dalla Soprintendente per i Beni Architettonici, che era stata un'allieva proprio del Passanti, progettista del Palazzaccio.. L'abbattimento della scuola media "Torquato Tasso", poi, favorì l'ampliamento della piazza ed il suo collegamento con l'adiacente piazza Cesare Augusto, nella quale si trovano le Porte Palatine.

## Monumenti
Importanti e storici palazzi circondano la piazza, a partire dal Palazzo Reale di Torino, che comunica direttamente con il Duomo: ciò può far facilmente intuire l'importanza che la piazza ebbe per la Casa Savoia nel corso dei secoli. Altrettanto importante è il Palazzo Chiablese, ampliamento del Palazzo Reale e dimora dei duchi del Chiablese (Benedetto Maria Maurizio di Savoia e poi dei suoi discendenti). Tale palazzo fu anche sede del governo provvisorio francese durante l'occupazione napoleonica. A tal proposito è utile ricordare che, durante il periodo giacobino, la piazza mutò nome in Place du Marché.
Monumento degno di nota sono poi le Porte Palatine, antichissimo accesso alla città, di epoca romana. Site nella prosecuzione della piazza che prende il nome di Piazza Cesare Augusto, le Porte Palatine sono state riutilizzate in molti modi nel corso della loro storia: da carcere a fortezza. Dopo i lavori di restauro operati da Alfredo D'Andrade, hanno riacquistato la loro forma originaria. Nuovi ed importanti lavori di ripulitura e restauro sono stati eseguiti nel 2014 e presentati al pubblico a marzo 2015.
Sempre di epoca romana sono i resti del Teatro Romano, accanto alla manica nuova del Palazzo Reale. Sono oggi visibili, anche se furono per secoli dimenticati, e son venuti alla luce soltanto con i lavori di restauro voluti dai Savoia.

## Galleria d'immagini

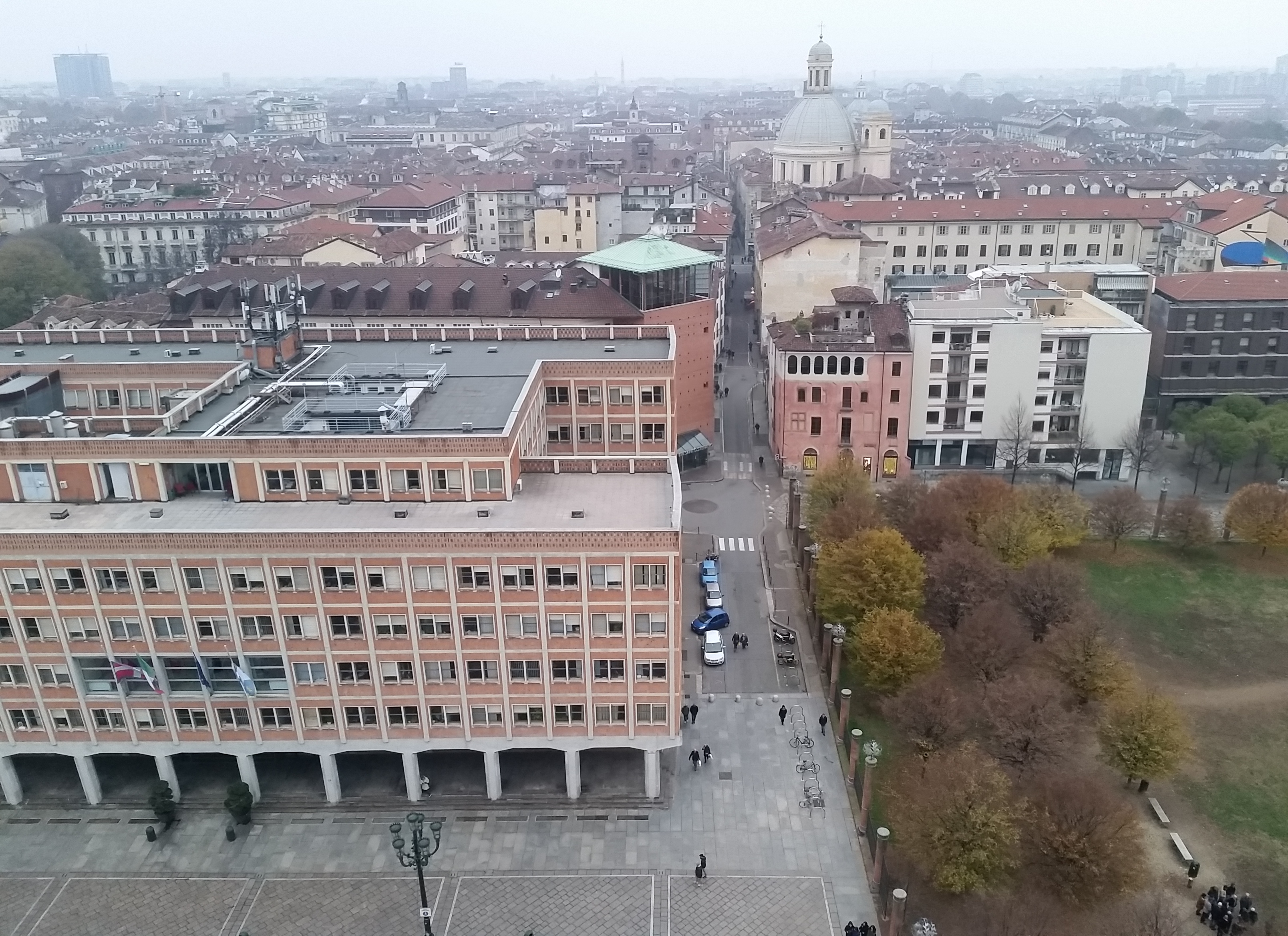
Vista ovest dal campanile del Duomo
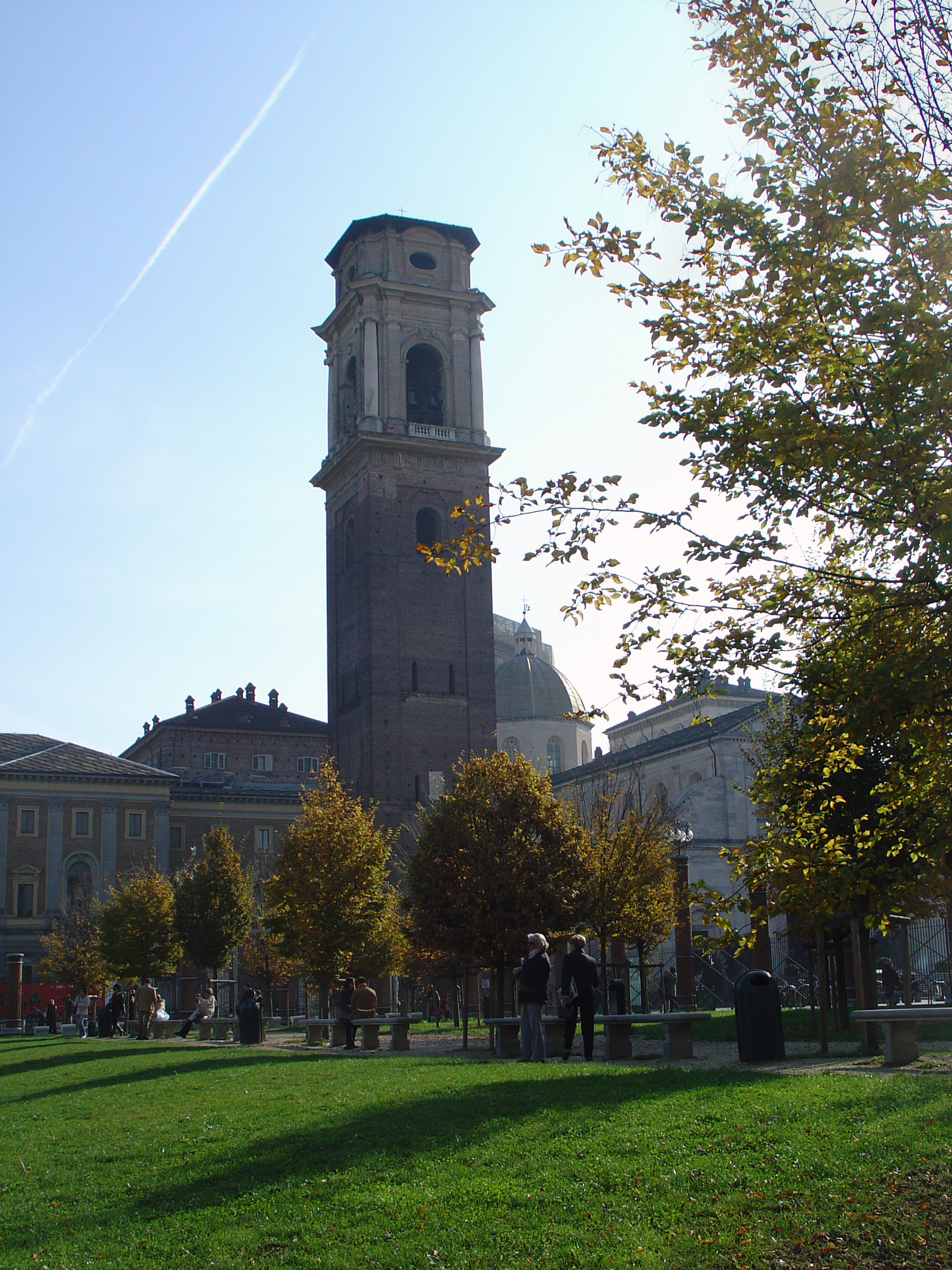
La torre del duomo, vista dai giardini di Piazza Cesare Augusto
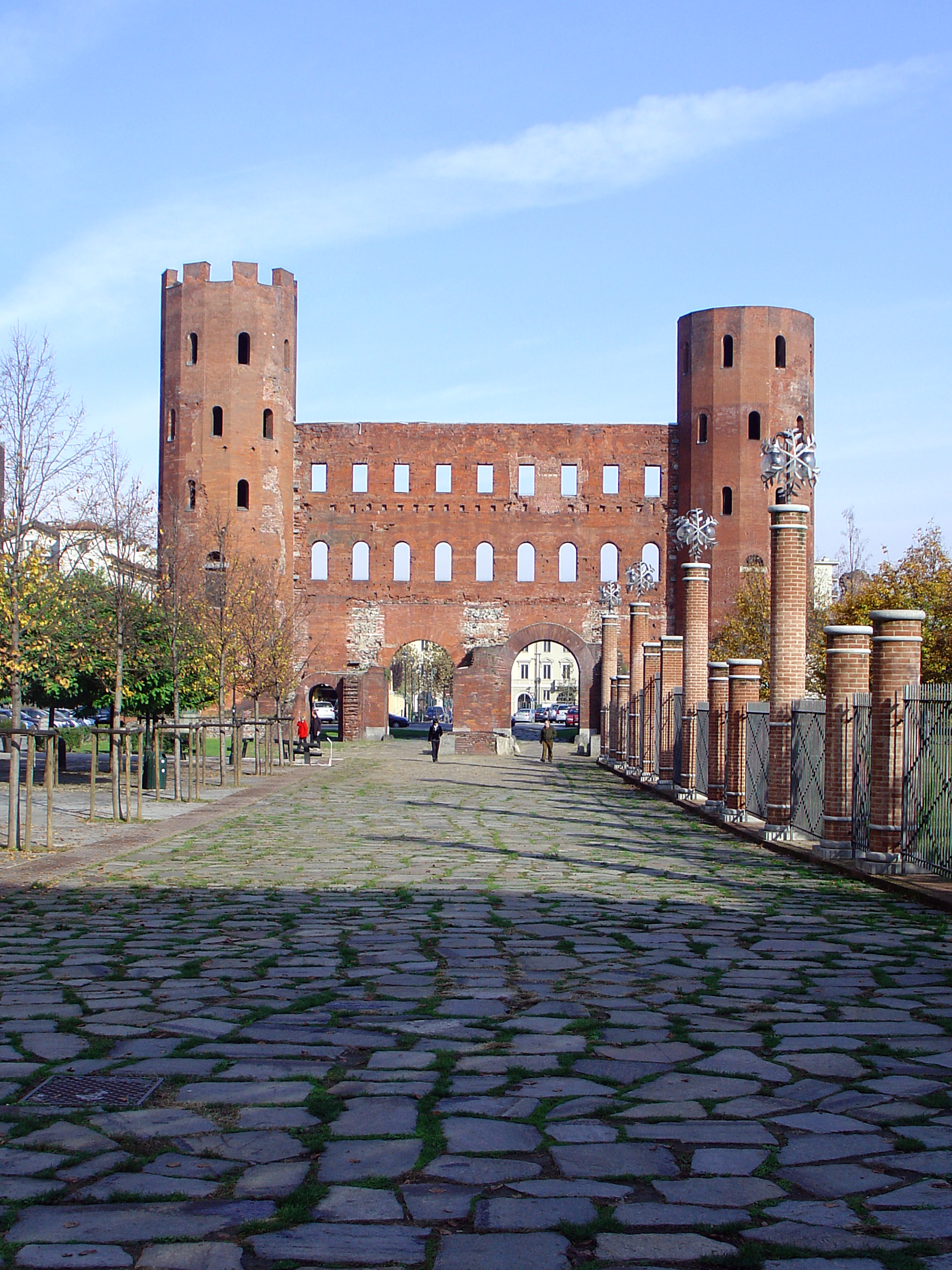
La Porta Palatina di Torino